# Caballerocotyla katsuwoni
Caballerocotyla katsuwoni är en plattmaskart. Caballerocotyla katsuwoni ingår i släktet Caballerocotyla och familjen Capsalidae. Inga underarter finns listade i Catalogue of Life.